# Exobasidium rhododendri-russati
Exobasidium rhododendri-russati ist eine Pilzart der Familie der Nacktbasidienverwandten (Exobasidiaceae) aus der Ordnung Ustilaginomycotina. Sie ist ein Endoparasit von Rhododendron russatum. Symptome des Befalls durch den Pilz sind Pflanzengallen auf den Blättern und Stängeln der Wirtspflanze, aus denen schließlich Myzel wuchert. Das Verbreitungsgebiet der Art liegt in China.

## Merkmale

### Makroskopische Merkmale
Exobasidium rhododendri-russati ist mit bloßem Auge zunächst nicht zu erkennen. Symptome des Befalls sind kleine, hypertrophische und hyperplasische Gallblasen auf den Blättern und Stängeln. in einem späteren Stadium des Befalls brechen aus ihnen weiße Myzelteppiche hervor.

### Mikroskopische Merkmale
Das Myzel von Exobasidium rhododendri-russati wächst wie bei allen Nacktbasidien interzellulär und bildet Saugfäden, die in das Speichergewebe des Wirtes wachsen. Der Pilz besitzt eine monomitische Hyphenstruktur aus rein generativen Hyphen ohne Schnallen. Die zwei- bis drei-, selten viersporigen, 13–30 × 4–6 µm großen Basidien sind zylindrisch bis keulig und an der Basis einfach septiert. Sie wachsen direkt aus der Wirtsepidermis. Die Sporen sind hyalin, zylindrisch bis ellipsoid, dünnwandig und 11–16 × 2–3 µm groß. Reif haben sie ein bis drei, selten bis zu fünf Septen. Die Konidien sind lang und schmal, sie messen 6–17 × 0,5 μm.

## Verbreitung
Das bekannte Verbreitungsgebiet von Exobasidum rhododendri-russati umfasst nur die chinesische Typlokalität bei Yisicun in Shangri-La.

## Ökologie
Die Wirtspflanze von Exobasidium rhododendri-russati ist Rhododendron russatum. Der Pilz ernährt sich von den im Speichergewebe der Pflanzen vorhandenen Nährstoffen, seine Basidien brechen später durch die Blattoberfläche und setzen Sporen frei. Diese keimen, nachdem sie auf geeignetes Substrat gefallen sind, zu Keimschläuchen, aus denen sich dann neues Myzel entwickelt. Die Art wurde in einer Höhe von 3300 m gefunden.